# Montréverd
Montréverd [mɔ̃tʁevɛʁ] est une commune nouvelle française, située dans le département de la Vendée, en région Pays de la Loire.
Issue de la fusion des communes de Mormaison, de Saint-André-Treize-Voies et de Saint-Sulpice-le-Verdon, elle est créée le 1er janvier 2016.

## Géographie

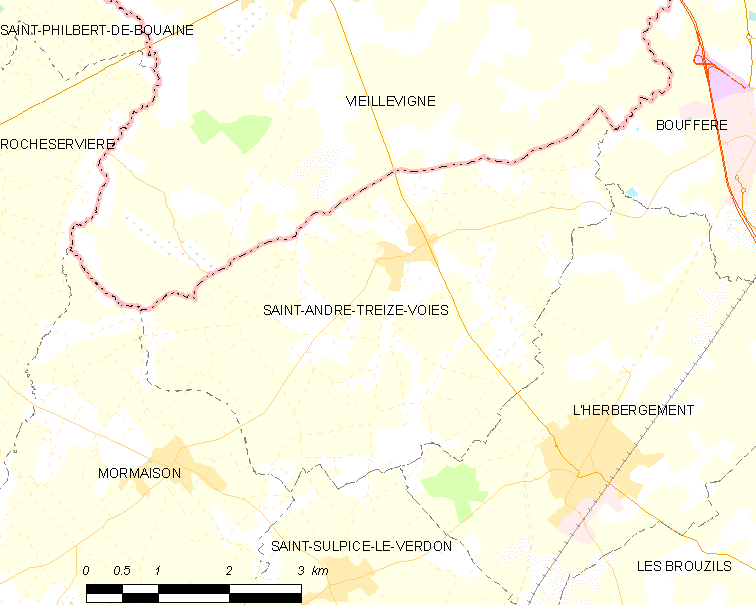
Carte de la commune de Montréverd.

### Localisation
Les communes limitrophes de Montréverd sont Vieillevigne, Boufféré (Montaigu-Vendée), L'Herbergement, Les Brouzils, La Copechagnière, Saint-Denis-la-Chevasse, Les Lucs-sur-Boulogne, et Rocheservière.
|                       | Vieillevigne (Loire-Atlantique) | Boufféré (Montaigu-Vendée)               |
| Rocheservière         | Montréverd                      | L'Herbergement Les Brouzils              |
| Les Lucs-sur-Boulogne |                                 | La Copechagnière Saint-Denis-la-Chevasse |

Le chef-lieu de la commune nouvelle, Saint-André-Treize-Voies, se situe au nord du département de la Vendée.
Saint-André-Treize-Voies est à environ 25 minutes de La Roche-sur-Yon, à environ 34 minutes de Nantes par l'A83 et à environ 13 minutes de Montaigu.
Saint-Sulpice-le-Verdon est à environ 22 minutes de La Roche-sur-Yon, à environ 34 minutes de Nantes par l'A83 et à environ 15 minutes de Montaigu.
Mormaison est à environ 24 minutes de La Roche-sur-Yon, à environ 37 minutes de Nantes par l'A83 et à environ 18 minutes de Montaigu.

### Climat
Pour des articles plus généraux, voir Climat des Pays de la Loire et Climat de la Vendée.
En 2010, le climat de la commune est de type climat océanique franc, selon une étude du CNRS s'appuyant sur une série de données couvrant la période 1971-2000. En 2020, Météo-France publie une typologie des climats de la France métropolitaine dans laquelle la commune est exposée à un climat océanique et est dans la région climatique  Bretagne orientale et méridionale, Pays nantais, Vendée, caractérisée par une faible pluviométrie en été et une bonne insolation. 
Pour la période 1971-2000, la température annuelle moyenne est de 11,9 °C, avec une amplitude thermique annuelle de 14 °C. Le cumul annuel moyen de précipitations est de 833 mm, avec 12,5 jours de précipitations en janvier et 6,5 jours en juillet. Pour la période 1991-2020, la température moyenne annuelle observée sur la station météorologique de Météo-France la plus proche, sur la commune de Rocheservière à 7 km à vol d'oiseau, est de 12,4 °C et le cumul annuel moyen de précipitations est de 831,3 mm,. Pour l'avenir, les paramètres climatiques de la commune estimés pour 2050 selon différents scénarios d'émission de gaz à effet de serre sont consultables sur un site dédié publié par Météo-France en novembre 2022.

## Urbanisme

### Typologie
Au 1er janvier 2024, Montréverd est catégorisée commune rurale à habitat dispersé, selon la nouvelle grille communale de densité à sept niveaux définie par l'Insee en 2022.
Elle est située hors unité urbaine. Par ailleurs la commune fait partie de l'aire d'attraction de Montaigu-Vendée, dont elle est une commune de la couronne,. Cette aire, qui regroupe 8 communes, est catégorisée dans les aires de moins de 50 000 habitants,.

## Toponymie

Limites et bourgs des communes fondatrices de Montréverd.

Issu de propositions d’un groupe de travail et d’idées des habitants des trois communes, le toponyme de « Montréverd » provient de parties des noms des anciennes communes : Mon, est la « contraction » de Mormaison ; trè, trouve son origine dans le mot trève (Saint-André était une trève vieillevignoise) ; et verd, vient de Verdon, nom d’un pré situé sur la commune de Saint-Sulpice.
Soumis à approbation, 26 % des habitants des trois communes auraient voté en majorité en faveur de « Montréverd » (54 %), contre « Tressont » ou encore « Trébourg ». Ce nom est par la suite repris lors de chacun des conseils municipaux sollicitant la création de la commune nouvelle, le 24 novembre 2015, et par l’arrêté préfectoral de création.

## Histoire
La commune nouvelle est née du projet de fusion de trois communes du Bocage vendéen : Mormaison, Saint-André-Treize-Voies et Saint-Sulpice-le-Verdon. L’arrêté préfectoral no 15-DRCTAJ/2-649 du 15 décembre 2015 crée la commune pour le 1er janvier 2016.

## Politique et administration

### Liste des maires
| Période                                  | Période  | Identité       | Étiquette | Qualité                                                                          |
| ---------------------------------------- | -------- | -------------- | --------- | -------------------------------------------------------------------------------- |
| 5 janvier 2016,                          | En cours | Damien Grasset | DVD       | Agent général d’assurances Maire délégué de Saint-André-Treize-Voies (2016-2020) |
| Les données manquantes sont à compléter. |          |                |           |                                                                                  |

## Démographie

### Gentilé
Les habitants de Montréverd sont appelés les Montréverdois.

### Communes déléguées
| Nom                              | Code Insee | Intercommunalité | Superficie (km2) | Population (dernière pop. légale) | Densité (hab./km2) |
| -------------------------------- | ---------- | ---------------- | ---------------- | --------------------------------- | ------------------ |
| Saint-André-Treize-Voies (siège) | 85197      |                  | 18,95            | 1 422 (2015)                      | 75                 |
| Mormaison                        | 85150      |                  | 15,68            | 1 122 (2015)                      | 72                 |
| Saint-Sulpice-le-Verdon          | 85272      |                  | 14,08            | 1 036 (2015)                      | 74                 |

## Culture locale et patrimoine

### Lieux et monuments
- Logis de la Chabotterie
- Menhir de la Petite-Roche

### Personnalités liées à la commune
- Maxime Bossis (1955), footballeur professionnel, puis entraîneur, né à Saint-André-Treize-Voies